# Boer Bezems, boer Blaren en boer IJzer
Boer Bezems, boer Blaren en boer IJzer is een sprookje uit Antwerpen.

## Het verhaal
Er wonen drie boeren in een bos. Eén heeft een huis van bezems, de tweede van bladeren en de derde van ijzer. Op een winterdag klopt een wolf aan bij boer Bezems, maar die wil niet open doen. De wolf loopt daarom hard tegen de deur aan en gaat bij het vuur zitten. De wolf zegt snel varkens te kunnen eten, wat de boer niet goed verstaat. De wolf zegt een gebed op voor de boer en wil patat. De wolf slokt vervolgens de patat, een mes en de boer op. De volgende dag klopt hij bij boer Blaren aan.
Ook deze boer wil niet open doen, daarom loopt de wolf de deur in duigen. Hij gaat aan de stoof zitten en zegt weer een gebed waarna hij om een patatje vraagt. Als de boer hem dit aanreikt met een mes, wordt ook hij opgeslokt. De derde dag gaat de wolf naar boer IJzer en klopt aan. De boer wil niet open doen en de wolf loopt zijn vier poten kapot tegen de deur en begint te bloeden. Boer IJzer heeft medelijden en doet zijn deur open. Hij schilt de patatten, net als de andere boeren. De wolf zegt weer een gebed en de boer vraagt spottend wat hij zei.
Opnieuw zegt de wolf dat hij een schietgebed opzegde voor de boer en vraagt om een patat. Als de wolf de boer wil opslokken valt een pot erwten om en alle erwten rollen over de vloer. De wolf schrikt en de boer vertelt hem dat dit de wet is; ze willen hem vangen omdat hij boer Bezems en boer Blaren opgegeten heeft. Boer IJzer zegt dat de wolf zich op zolder moet verstoppen maar zet een teil met kokend water onder de ladder. De wolf valt in de teil en verbrandt, de boer snijdt zijn buik open en bevrijdt boer Bezems en boer Blaren. Samen gooien ze de wolf naar buiten en de boeren gaan naar hun eigen huis.

## Achtergronden
- De wolf zegt snel varkens te kunnen eten en doet daarna alsof hij een gebed opzegt. Het sprookje heeft veel overeenkomsten met De wolf en de drie biggetjes. De oudste biggetjes lachen hun jongste broertje uit, omdat hij zoveel tijd besteedt aan het maken van een stenen huis. De wolf blaast de eerste twee huisjes om, maar dit lukt niet bij het stenen huis. De wolf klimt bij het derde huisje door de schoorsteen en valt dan in het kokende water, het derde biggetje eet hem op.
- Het sprookje heeft ook overeenkomsten met De wolf en de zeven geitjes, ook hier lukt het het jongste (zevende) geitje de wolf te verslaan. Het lukt de wolf pas de derde poging het huis binnen te komen. Als moeder geit thuiskomt, snijdt ze de buik van de slapende wolf open en haalt de zes geitjes eruit. Ze vult de buik met stenen en de wolf verdrinkt in de put.
- In Onderdeurtje uit Marokko kiezen broers voor een gemakkelijk leven, ze laten de muren van hun huis met honing en koekjes bedekken (vergelijk met het land van melk en honing, het land van Bastogne, luilekkerland en Het sprookje van Luilekkerland). De jongste (en zevende) broer werd altijd belachelijk gemaakt en hij laat een huisje van ijzer bouwen.
- Erwten spelen vaak een symbolische rol in sprookjes. In verhalen verdwijnen kabouters als erwten vallen en over de grond rollen. Nachtgeesten moeten erwten (of iets dergelijks) tellen, door ze rond het bed te strooien kon men aan een nachtmerrie ontkomen. Denk ook aan De prinses op de erwt. In een versie van De kikkerkoning wordt een proef gehouden met gestrooide erwten. Soms wordt er een spoor gemaakt met erwten, zoals in Het blauwe licht en De roversbruidegom. Uit een erwt kan soms een enorme plant groeien, die tot in de hemel reikt. Zie ook Kikkererwtje.
- De wolf verstopt zich op zolder, meestal verstopt de "held" van het verhaal zich in de bergplaats van het monster (vaak een reus) en kan daardoor ontsnappen.
- Geesten zijn in volksverhalen beïnvloedbaar door ijzer. IJzer speelt vaak een rol in verhalen, zie ook IJzeren Hans en De kikkerkoning (trouwe Hendrik draagt drie ijzeren banden om zijn hart). Zie ook De jonge reus.
- Duimendik wordt net als Boer Bezems en Boer Blaren opgegeten door de wolf. Deze wolf eet zoveel, dat hij niet meer door de deur naar buiten kan (vergelijk met Holle Bolle Gijs).
- De wolf speelt vaak de rol van reus; enorm sterk, nietsontziend, gulzig en een opschepper bovendien (vergelijk met Baas boven Baas). De wolf is echter een beetje dom en hij is dan ook door listen te verslaan (wie niet sterk is moet slim zijn). Zie ook De wolf en de mens en De wolf en de vos.
- Ook in een versie van Roodkapje wordt de buik van de wolf opengesneden en Roodkapje en haar grootmoeder worden bevrijd. In een andere versie wordt Roodkapje niet gered.